# Порт Сент Џо (Флорида)
Порт Сент Џо (енгл. Port St. Joe) град је у америчкој савезној држави Флорида. По попису становништва из 2010. у њему је живело 3.445 становника.

## Демографија
Према попису становништва из 2010. у граду је живело 3.445 становника, што је 199 (5,5%) становника мање него 2000. године.
| Група             | 2000.         | 2010.         |
| Белци             | 2.486 (68,2%) | 2.408 (69,9%) |
| Афроамериканци    | 1.097 (30,1%) | 888 (25,8%)   |
| Азијати           | 8 (0,2%)      | 12 (0,3%)     |
| Хиспаноамериканци | 20 (0,5%)     | 90 (2,6%)     |
| Укупно            | 3.644         | 3.445         |